# Hartfordský požár cirkusu
Hartfordský požár cirkusu (angl. Hartford circus fire), k němuž došlo 6. července 1944 v Hartfordu během odpoledního představení cirkusu Ringling Bros. and Barnum & Bailey, představuje jednu z nejhorších ohněm zapříčiněných katastrof v historii USA. Při požáru, který z nezjištěných příčin rychle zachvátil cirkusový stan zaplněný asi 7 tisíci diváky (převážně ženami a dětmi), zahynulo asi 168 lidí a více než 700 jich bylo zraněno.